# Jevhen Martynenko
Jevhen Olehovyč Martynenko (in ucraino Євген Олегович Мартиненко?; Kilija, 25 giugno 1993) è un calciatore ucraino, difensore del Fana.

## Caratteristiche tecniche
È un difensore centrale.

## Carriera
Cresciuto nel settore giovanile del Čornomorec', ha esordito in prima squadra l'11 maggio 2014 in occasione del match di campionato pareggiato 1-1 contro lo Zakarpat'e Užhorod.